# Rajcza
Rajcza – wieś w Polsce, położona w województwie śląskim, w powiecie żywieckim, w gminie Rajcza. 
Geograficznie położona jest w Beskidzie Żywieckim, w Małopolsce (Żywiecczyzna), w górnym biegu Soły na trasie linii kolejowej Żywiec-Zwardoń. W bezpośrednim sąsiedztwie Rajczy znajduje się Żywiecki Park Krajobrazowy. Miejscowość jest siedzibą gminy Rajcza.
Wieś o charakterze letniskowym z infrastrukturą do uprawiania sportów zimowych. Liczne szlaki turystyczne. W części Rajczy-Nickulinie znajduje się schronisko młodzieżowe PTSM i Ośrodek Edukacji Ekologicznej.
| części wsi | Basiówka, Biały Potok, Butorzy, Chulboje, Dziaski, Firkówka, Graberki, Janoty, Kowalówka, Krzepiny, Kuchejdy, Liszki, Młaki, Nickulina, Niwa, Pawlusiowie, Pichuci, Podgórka, Polanka, Rajcza Dolna, Ryłki, Sarnówka, Surzy, Tomusie, Wiercigrochy, Żyłonie |

## Historia

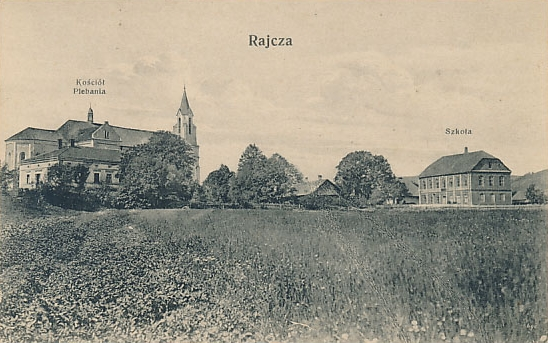
Kościół, plebania i szkoła w Rajczy, pocztówka (ok. 1920?)

Wieś Rajcza istnieje co najmniej od początku XVII wieku, początkowo jako niezarejestrowana osada wołoska na gruntach należących do królowej Konstancji, żony Zygmunta III Wazy. Należała do folwarku w Węgierskiej Górce.
W 1843 r. na terenach dworskich powstały zakłady żelazne, w 1844 roku założono szkołę w Rajczy, której patronem został książę Albrecht Fryderyk Habsburg.
W latach 1854–1894 właścicielem Rajczy był Teodor Primavesi, który przebudował tutejszy pałac i stworzył wokół niego park ze stawem i unikatowym drzewostanem. W 1884 r. przez Rajczę przeprowadzono linię kolejową łączącą Wiedeń z Krakowem.
W 1894 r. wieś przeszła na własność Lubomirskich, którzy rozbudowali pałac. Na początku XX wieku w Rajczy wytwarzano papier, zajmował się tym Jakubowicz; funkcjonował Zakład Tektury i Papieru Czerpanego.
W 1914 roku Rajczę zakupiła rodzina Habsburgów żywieckich. Arcyksiążę Karol Stefan Habsburg w 1916 r. przeznaczył pałac wraz z parkiem dla chorych kombatantów I wojny światowej.
Słownik Geograficzny Królestwa Polskiego i innych krajów słowiańskich z 1888 roku podawał:
„Rajcza al. Raycza, wś, pow. żywiecki w okolicy lesistej i górzystej, przy gościńcu z Żywca do Nowot na Orawie, nad zlewem Słonica, Rycerki i potoku Ujsolskiego, tworzącym rzekę Sołę, płynącą przez obszar Rajczy wąską doliną i górzystą. Dolinę tę zasłania od zachodu góra Zabawa, a od wschodu Sucha Góra. W środku doliny wpada do Soły potok Nickulina. Wieś graniczy od północnego wschodu z Milówką, od południowego wschodu z Ujsołami, od południa z Rycerką Górną, a od zachodu z Nieledwią; dzieli się na Rajczę Dolną i Górną. Zabudowania legły w dolinie Soły i rozłożyły się grupami po stokach Zabawy i Suchej Góry. Noszą one nazwy: Zagarów, Graberki, Dziaski, Basiówka (al. Bosiówska), Surych, Kukułów (al. Kukuków), Nickulina, Polanka, Hetkówka (Hodkawaka), Wiercigrochów, Tomniszów, Krzepinów, Gurowa, Jarwówka, Maskierówka, Młodahora, Rycerki, Sarnkówka, Śliwkówka i Soblówka. W 1869 r. większa posiadłość miała roli or. 20, łąk i ogrodów 6, pastwisk 13, lasu 3191 mr.; mniejsza roli or. 1258, łąk i ogrodów 447, pastwisk 1904, lasu 116 mr. W roku 1869 było domów 325, mieszkańców 1797; w roku 1880 domów 389, mieszkańców 2037; rzymskokatolickich 1891, żydów 140, Polaków 1999, Niemców 25, innej narodowości 2. Jan Kazimierz wyjeżdżając do Francyi, wstąpił do Żywca i wydanym tu przywilejem 4 czerwca 1669 r. pozwolił poddanym państwa żywieckiego ze wsi Rajczy, Rycerki, Radeczki, Soli i Ujsół, aby w Rajczy kaplicę, czyli kościółek wystawili. Plebanowi w Milówce, do którego ten kościół miał należeć, nadał grunt, tymczasem przez nauczyciela (za czynszem 18 zł) trzymany. Drewniany ten kościółek stanął w 1674 p. w. św. Wawrzyńca, należał do parafii w Milówce aż do 1844 r., w którym utworzono osobną parafię, włączając do niej Rycerkę Górną i Dolną, Sól i Ujsoły. Król podarował kościółkowi obraz Matki Boskiej Częstochowskiej, na blasze malowany (z hebanowemi ramami). Obraz ten ma napis: „Imago haec a Sereniss. Joanne Kasimiro Rege P. et Belzensi castro accepta eidemque in omnibus expeditionibus bellcis confidenter auxiliata et post resignationem scepti ab eodem Gallias abscendeti huic loco donata. A 1669 4 Juli in altari collcata”. Roku 1688 Marcin Potras z Bystrzycy z Węgier,z bandą zbójów tutaj grasował. Księgi wspomnień okolicznych kościołów podają straszne szczegóły z czynów tego bandyty. Dziś we wsi jest stacja kolei państwowej transwersalnej, st. poczt. i tel. Szkoła ludowa 1-klasowa, kuźnice żelazne. Właściciel Teodor Primaversi.
W okresie międzywojennym Rajcza była atrakcyjną miejscowością letniskową i bazą do uprawiania narciarstwa zimą. Mieczysław Orłowicz w swym "Ilustrowanym przewodniku po Galicyi, Bukowinie, Spiszu, Orawie i Śląsku Cieszyńskim" z 1919 r. podawał:
Rajcza (139 km., 477 m. n. m.), miasteczko o 2800 m[ieszkańcach]. oddalone od dworca 2 1/2 km. Hotel Blocha, restauracya Kuliga. Pałac z parkiem i ładny kościół gotycki. Piękne położenie górskie - ważna stacya turystyczna; wycieczki na Raczą Halę (1236 m.) i Pilsko (1557 m.).
Miejscowa ludność utrzymywała się głównie z uprawy własnych gospodarstw rolnych, znajdowała również zatrudnienie m.in. w Tartaku Parowym Józefa Rybińskiego. Wieś posiadała już wtedy oświetlenie elektryczne. Prężnie działały różnego rodzaju organizacje: straż pożarna z własną orkiestrą dętą, Związek Strzelecki, Związek Hallerczyków, Związek Rezerwistów, drużyna harcerska im. Jana III Sobieskiego, Koło Towarzystwa Szkoły Ludowej, Związek Pracy Obywatelskiej Kobiet. Istniała też konna banderia Ogniska Związku Podhalan, której prezesem od 1936 roku był Michał Ryłko. Wzorem kawalerii banderia miała własny proporzec. Uświetniała ona wszystkie ważniejsze uroczystości w Rajczy i okolicy.
Handlem i usługami zajmowali się głównie Żydzi. Właścicielami karczm i wyszynków byli między innymi: Abraham Hertz, Jakub Gutterman, Haim Kempler, R. Mandelbaum, Moses Nesselroth, Mosze Wiener. Jakub Klappholz i H. Kornhauzer prowadzili sklepy żelazne, Józef i Heinel Wulkan sklep spożywczy, Zilbernstain był zegarmistrzem, Gruberowie mieli sklep spożywczy, M. Geller był garbarzem, E. Wasserberger właścicielem wytwórni wód gazowanych, H. Krieger i F. Habermann byli rzeźnikami, a J. Fischer i Elkan Kleintzeller lekarzami. Hotele w Rajczy prowadzili A. Bloch oraz Bernard i Heda Guttermanowie. Hanica i Dawid Herz prowadzili pensjonat i kawiarnię. Istniała tutaj również fabryka papieru. Od końca XIX wieku do lat 30. jej właścicielami byli Nathan Robinsohn, jego syn Samuel oraz córka Fanni Naubauer. Obok nich w Rajczy żyła także spora grupa żydowskiej biedoty. Tym nie mniej na przełomie lat 20. i 30., a zwłaszcza w okresie wielkiego kryzysu ekonomicznego, dominacja żydowska w handlu i usługach stała się i tu przyczyną szeregu niesnasek, a później wystąpień antyżydowskich, bojkotu żydowskich sklepów itp.
W 1921 r. w Rajczy, na 2798 mieszkańców były 132 osoby wyznania mojżeszowego, z czego tylko 2 podawały narodowość żydowską. Dzieci żydowskie chodziły do szkoły powszechnej, ale duża część uczęszczała po południu na lekcje religii mojżeszowej w prywatnych domach. We wsi istniało kilka organizacji i stowarzyszeń żydowskich. Zmarłych żydów chowano na cmentarzu żydowskim w pobliskiej Milówce. W latach międzywojennych często przyjeżdżał tu tworzyć swoje pejzaże malarz żydowskiego pochodzenia, zamieszkały w Bielsku, Jakub Glasner.
W okresie międzywojennym w miejscowości stacjonował komisariat Straży Granicznej i placówka II linii SG „Rajcza”.  W kwietniu 1939 r. została sformowana 3 Kompania Obrony Narodowej "Rajcza", wchodząca w skład Żywieckiego Batalionu ON.
2 września 1939 r. Rajczę zajęły wojska niemieckie. 8 października 1939 r. Rajczę wraz z całą Żywiecczyzną wcielono do III Rzeszy.
Niemcy jeszcze jesienią 1939 r. spalili żydowską bożnicę, a jej ruiny kazali rozebrać. W tym samym czasie przeprowadzili rejestrację wszystkich tutejszych żydów. Przesiedlono ich na teren dawnego pałacu, gdzie utworzono obóz pracy przymusowej. Pracowali oni przy rozbiórce domów w Rycerce Dolnej. W styczniu 1940 r. okupanci nakazali Żydom noszenie białych opasek z niebieską gwiazdą Dawida. Następnie przesiedlono ich do getta w Suchej Beskidzkiej, skąd byli dalej transportowani do gett w Krakowie, Bochni i Chrzanowie. Na przełomie 1942 i 1943 r. trafili oni do obozów zagłady.
W październiku 1940 r. w ramach akcji Saybusch wysiedlono 115 rodzin polskich (razem 501 osób), a w ich miejsce osiedlono 26 rodzin niemieckich (119 osób). Druga taka akcja miała miejsce 29 października 1940 r. 
8 kwietnia 1945 r. wieś zajęły wojska sowieckie, które przełamały niemieckie linie obronne na Żywiecczyźnie. W pierwszych latach po wojnie nastąpiły w gminie Rajcza ogromne przemieszczenia ludności. Kilkaset rodzin wyjechało na Ziemie Zachodnie i tam przejmowało gospodarstwa poniemieckie. Ludność podejmowała pracę w Żywcu, Bielsku i dalej na Śląsku. Na terenie gminy powstało szereg zakładów pracy. Powstały również pensjonaty i domy wczasowe.
13 grudnia 1981 r., mimo ogłoszenia stanu wojennego, ks. Zbigniew Guszkiewicz poświęcił sztandar tutejszej "Solidarności".
W 2003 r. Szkoła Podstawowa Nr 1 otrzymała imię Józefa Tischnera.
1 sierpnia koronowano koronami biskupimi obraz Matki Bożej Kazimierzowskiej w kościele parafialnym. 
W sierpniu 2021 r. otwarto żłobek oraz inhalatorium solankowe.
We wrześniu 2021 r. na dworcu PKP w Rajczy odsłonięto tablicę upamiętniającą ofiary niemieckiej akcji "Saybusch".
W latach 1954-1972 wieś była siedzibą gromady Rajcza. W latach 1975–1998 miejscowość administracyjnie należała do województwa bielskiego.

## Zabytki
Obiekty w Rajczy, wpisane do rejestru zabytków nieruchomych województwa śląskiego:
- kościół parafialny pw. św. Wawrzyńca i św. Kazimierza Królewicza, wzniesiony w latach 1886–1889, plebania z 1894 roku oraz pozostałości starego cmentarza kościelnego[26]
- cmentarz rzymskokatolicki z połowy XIX wieku[26] z grobami legionistów–uczestników I wojny światowej
- zespół pałacowy:
  - pałac w Rajczy z oficynami i budynkiem gospodarczym z drugiej połowy XIX wieku[26], które należały dawniej do Karola Stefana Habsburga – byłego właściciela ziemi żywieckiej. W czasie I wojny światowej w pałacyku mieścił się szpital wojskowy, a następnie sanatorium dla osób chorych na gruźlicę. Obecnie znajduje się w nim zakład opiekuńczo-leczniczy.
  - Park pałacowy z 1. połowy XIX wieku[26] o charakterze krajobrazowym, usytuowany u podnóży i na stoku wzgórza Compel. Drzewostan parku jest bogaty gatunkowo i zróżnicowany wiekiem. Drzewa, wśród których przeważają świerki, buki, jesiony i klony, rosną w zgrupowaniach zwartych i luźnych. Wśród nich znajduje się 6 pomników przyrody, w tym 2 sosny wejmutki o obwodzie w pierśnicy 310 cm, lipa drobnolistna o obwodzie 470 cm, klon jawor o obwodzie 340 cm, wiąz górski o obwodzie 320 cm i dąb szypułkowy o obwodzie 310 cm.
  - most w Rajczy zniszczony w 1945 roku przez wojska Niemieckie.

Do historycznej zabudowy wsi zalicza się także dom rodziny Konhauzerów (nie wpisany do rejestru zabytków), dawny dom żydowski, wybudowany w latach 80. XIX wieku z charakterystyczną wieżyczką, umożliwiającą w czasie Sukkot biesiadowanie pod gołym niebem na pamiątkę wyprowadzenia z Egiptu i okresu pobytu na pustyni.

## Piesze szlaki turystyczne
Rajcza dw. PKP – Schronisko PTTK na Hali Boraczej – Prusów – Żabnica
 Rajcza dw. PKP – Nickulina – Redykalny Wierch – Schronisko PTTK na Hali Lipowskiej – Schronisko PTTK na Hali Rysiance – Romanka
Około 1927 roku Oddział Górnośląski Polskiego Towarzystwa Tatrzańskiego wyznakował dwa szlaki turystyczne ze stacji kolejowej Rajcza, tj. szlak czerwony na Wielką Rycerzową przez Hutyrów oraz szlak zielony na Muńcuł doliną Ujsoły przez Szczytkówkę. Odcinki tych szlaków, które biegły przez Rajczę nie są obecnie wyznakowane; szlak czerwony zaczyna się przy stacji Rycerka w Rycerce Dolnej, a szlak zielony biegnie od ul. Danielki w Ujsołach.

## Struktury wyznaniowe

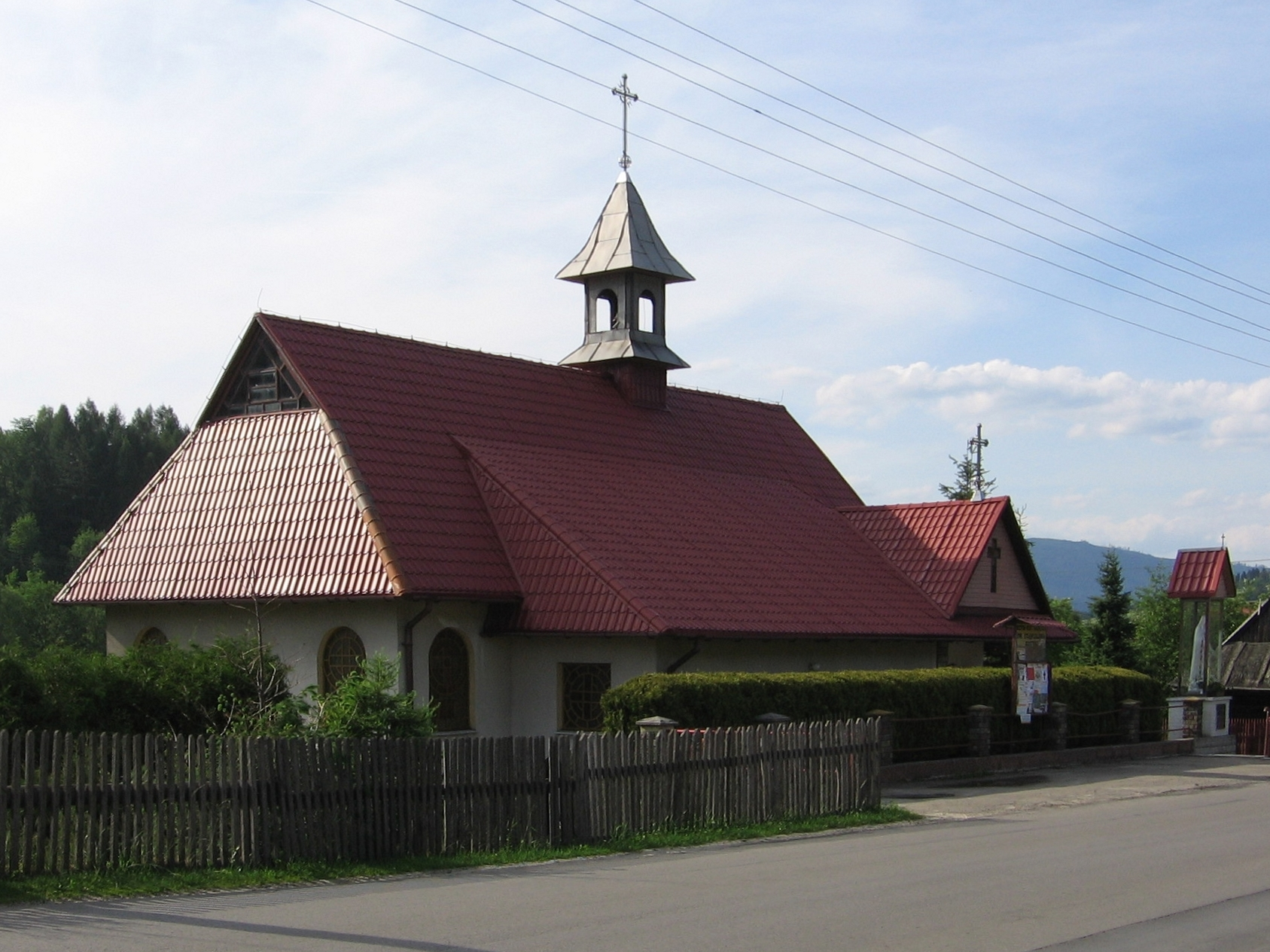
Rzymskokatolicka kaplica filialna św. Stanisława Kostki w Rajczy Dolnej

- Kościół Ewangelicko-Augsburski w RP:
  - miejscowi wierni Kościoła Ewangelicko-Augsburskiego należą do parafii w Białej (Bielsko-Biała)[28]
- Kościół rzymskokatolicki:
  - Parafia św. Wawrzyńca Diakona Męczennika i św. Kazimierza Królewicza w Rajczy[29]:
    - kościół św. Wawrzyńca i św. Kazimierza Królewicza (parafialny)[30]
    - kaplica św. Stanisława Kostki (Rajcza Dolna)[31]
    - kaplica Miłosierdzia Bożego (Rajcza-Nickulina)[31]
- Świadkowie Jehowy:
  - zbór Rajcza, spotykający się w Sali Królestwa zlokalizowanej w Milówce[32]

## Urodzeni w Rajczy
- Franciszek Bryja – duchowny katolicki, zamordowany w KL Dachau
- Maciej Kreczmer – biegacz narciarski
- Cezary Popławski – nadinspektor Policji
- Antoni Poszowski – dyrygent, teoretyk muzyki
- Oskar Primavesi(inne języki) – austriacki inżynier, rektor Uniwersytetu Technicznego w Wiedniu[33]
- Jacek Stolarski – burmistrz Grójca
- Roch Sygitowicz – aktor
- Marian Wiercigroch – profesor nauk technicznych
- Bronisław Zaremba – muzyk i działacz na rzecz regionalnej kultury

## Galeria

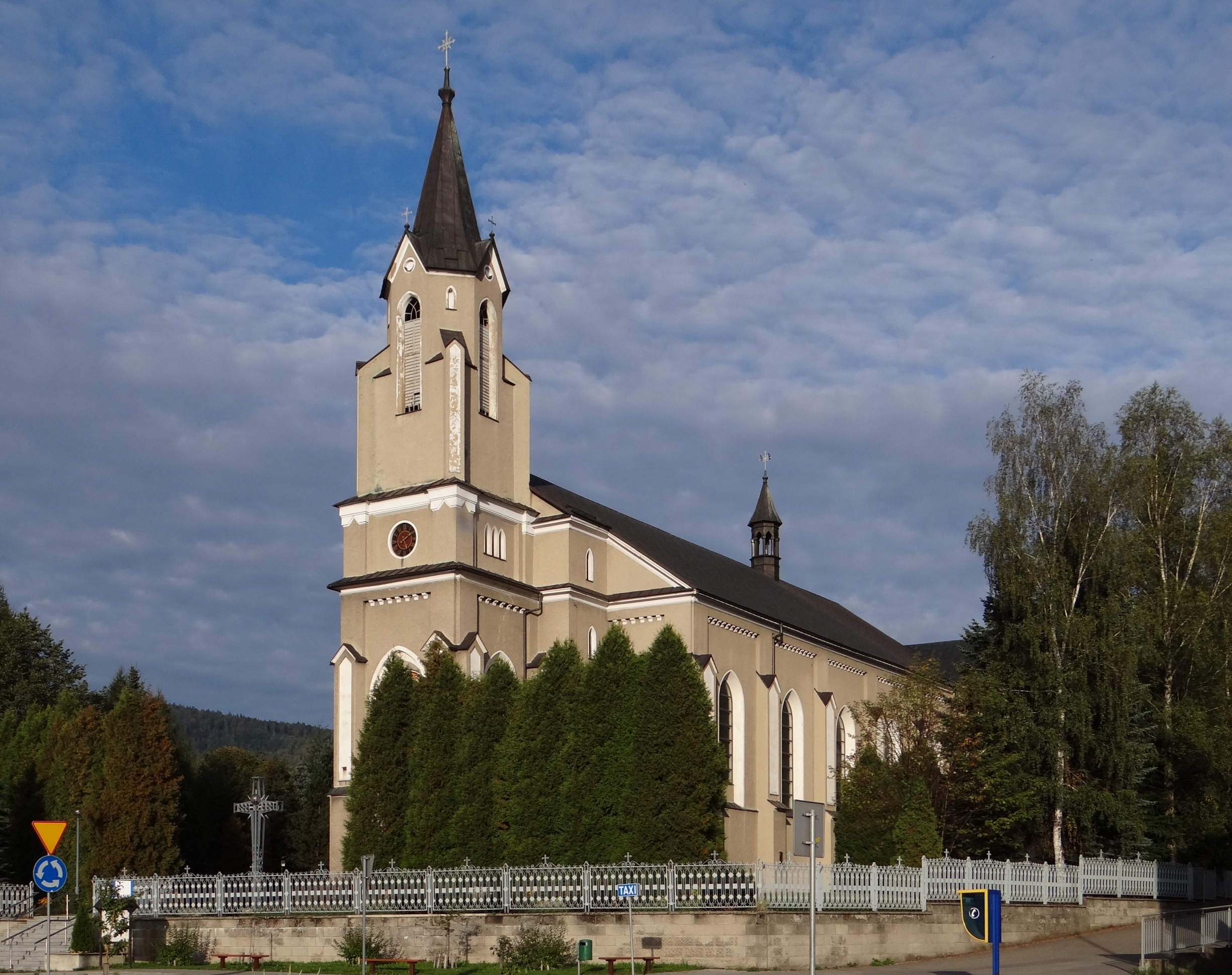
Kościół św. Wawrzyńca i Kazimierza (2012)
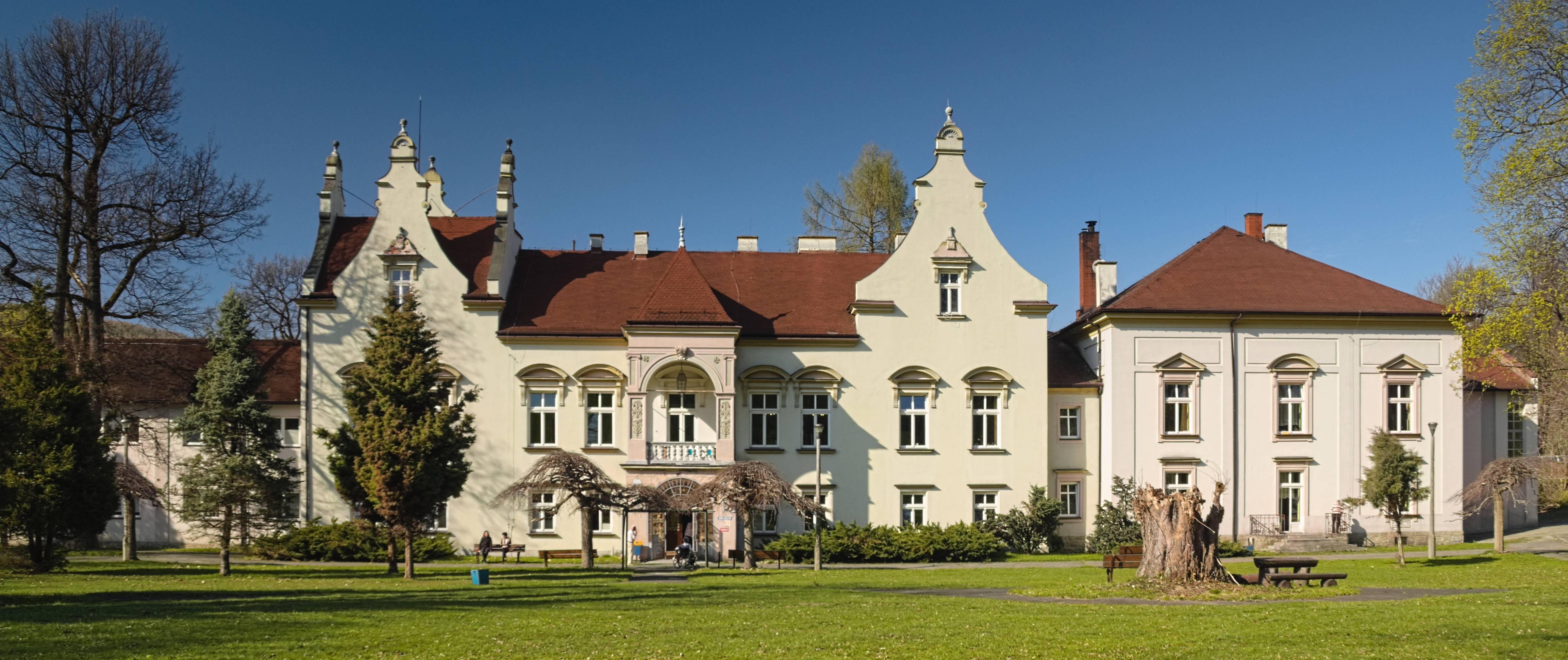
Dawny pałac Habsburgów, obecnie Zakład Opiekuńczo-Leczniczy (2019)
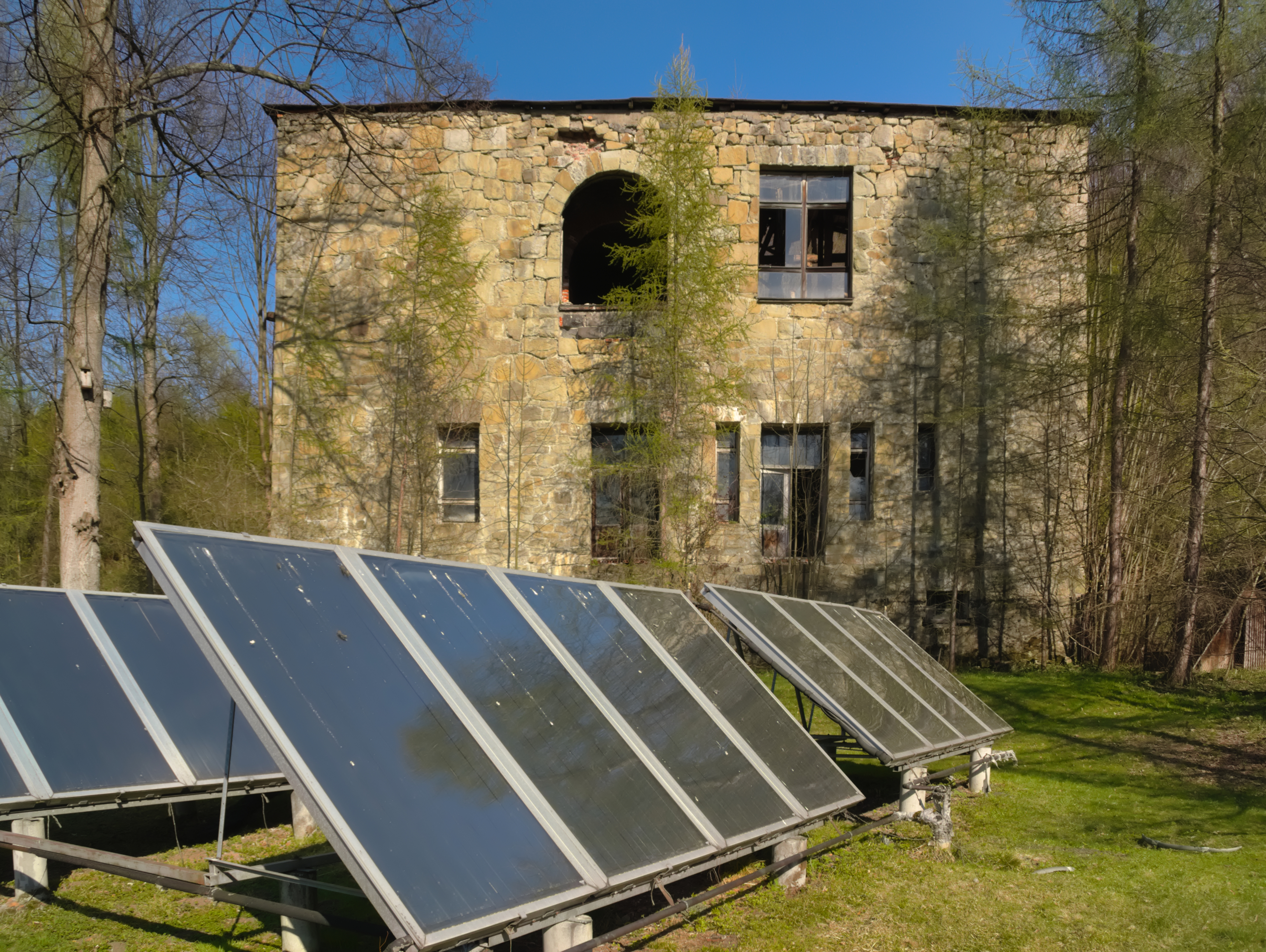
Zabytkowy budynek gospodarczy przy pałacu (2019)
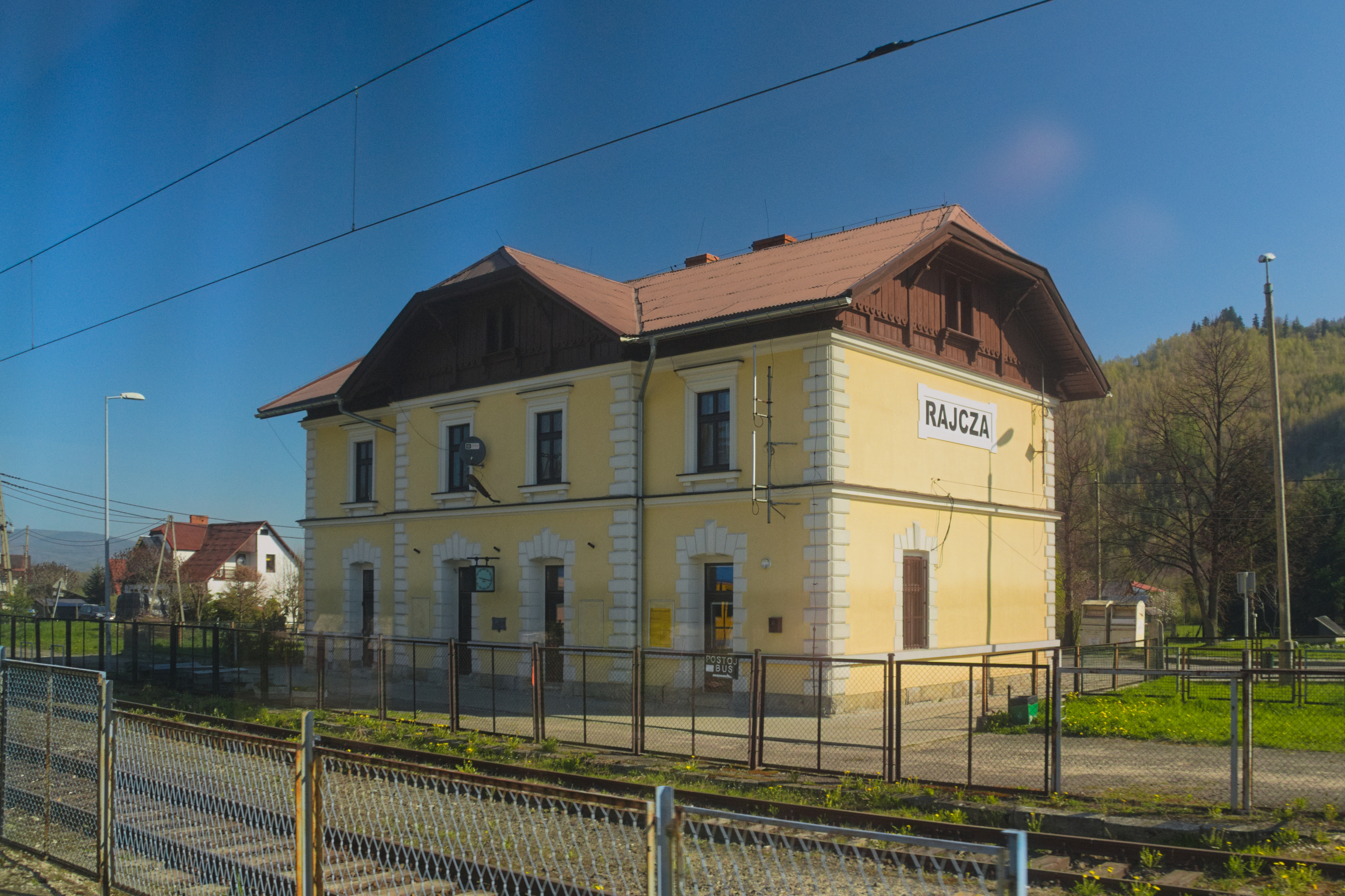
Budynek dworca na stacji kolejowej Rajcza (2019)
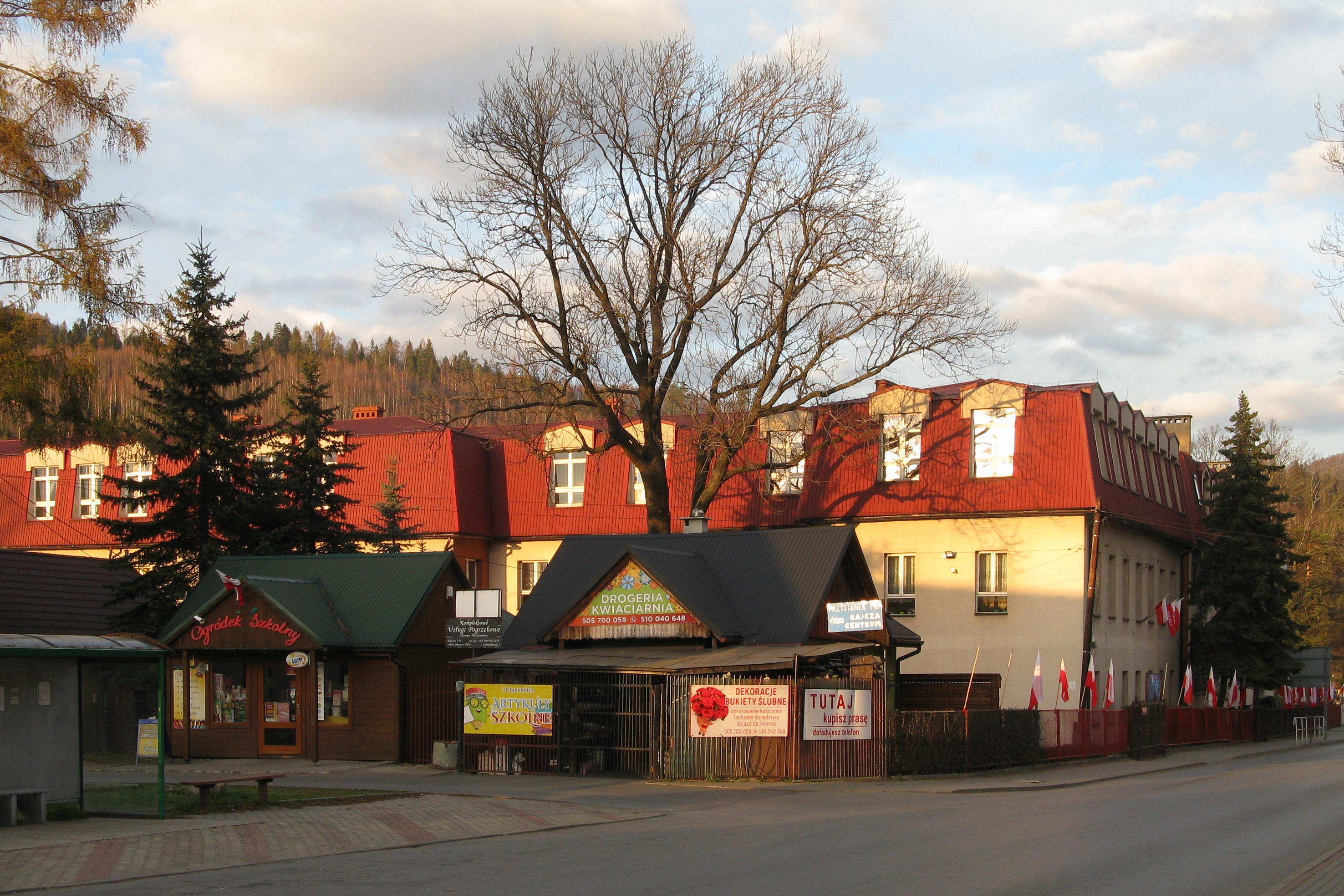
Budynek szkoły w Rajczy, ul. Rynek 2 (2018)
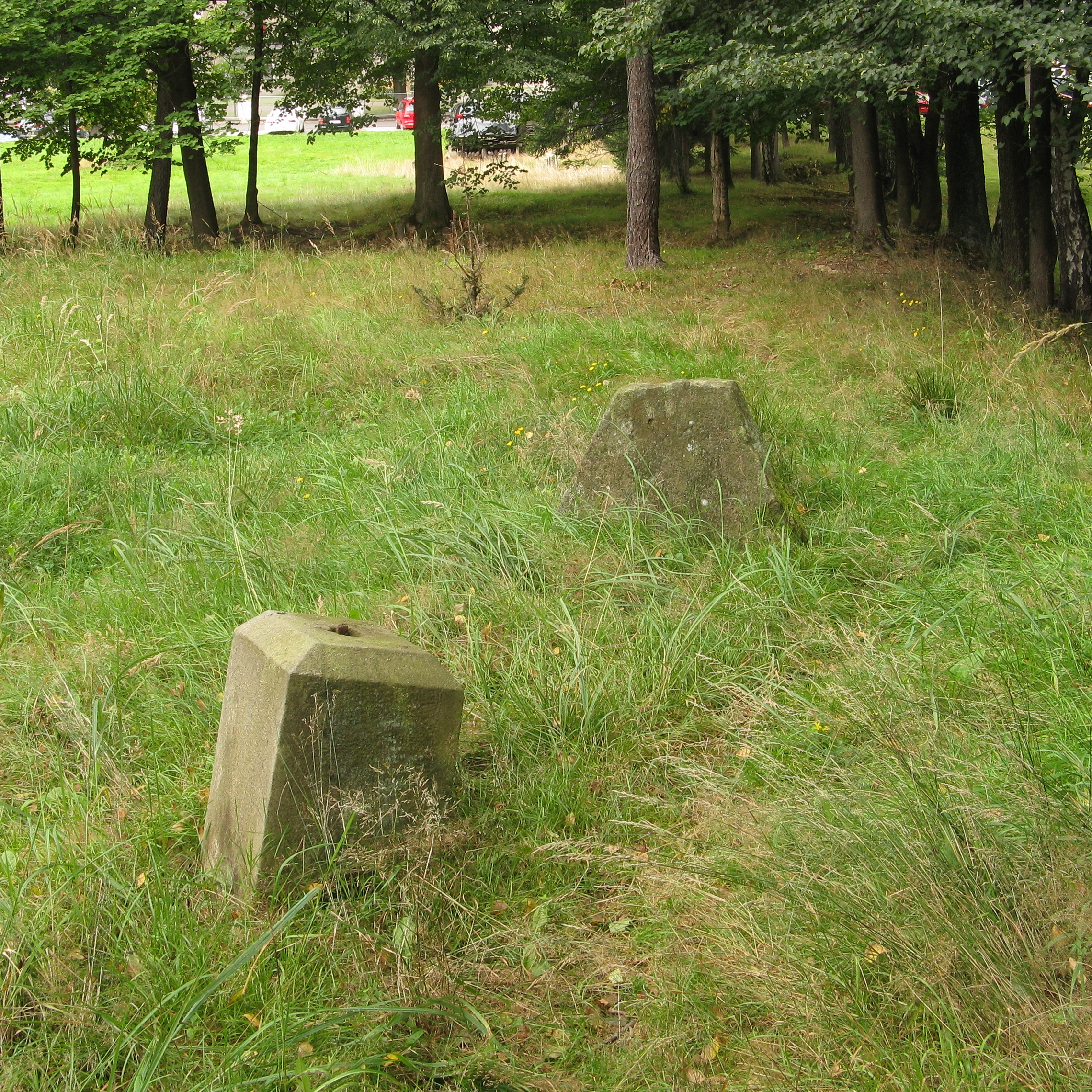
Pozostałości starego cmentarza przykościelnego w Rajczy (2018)
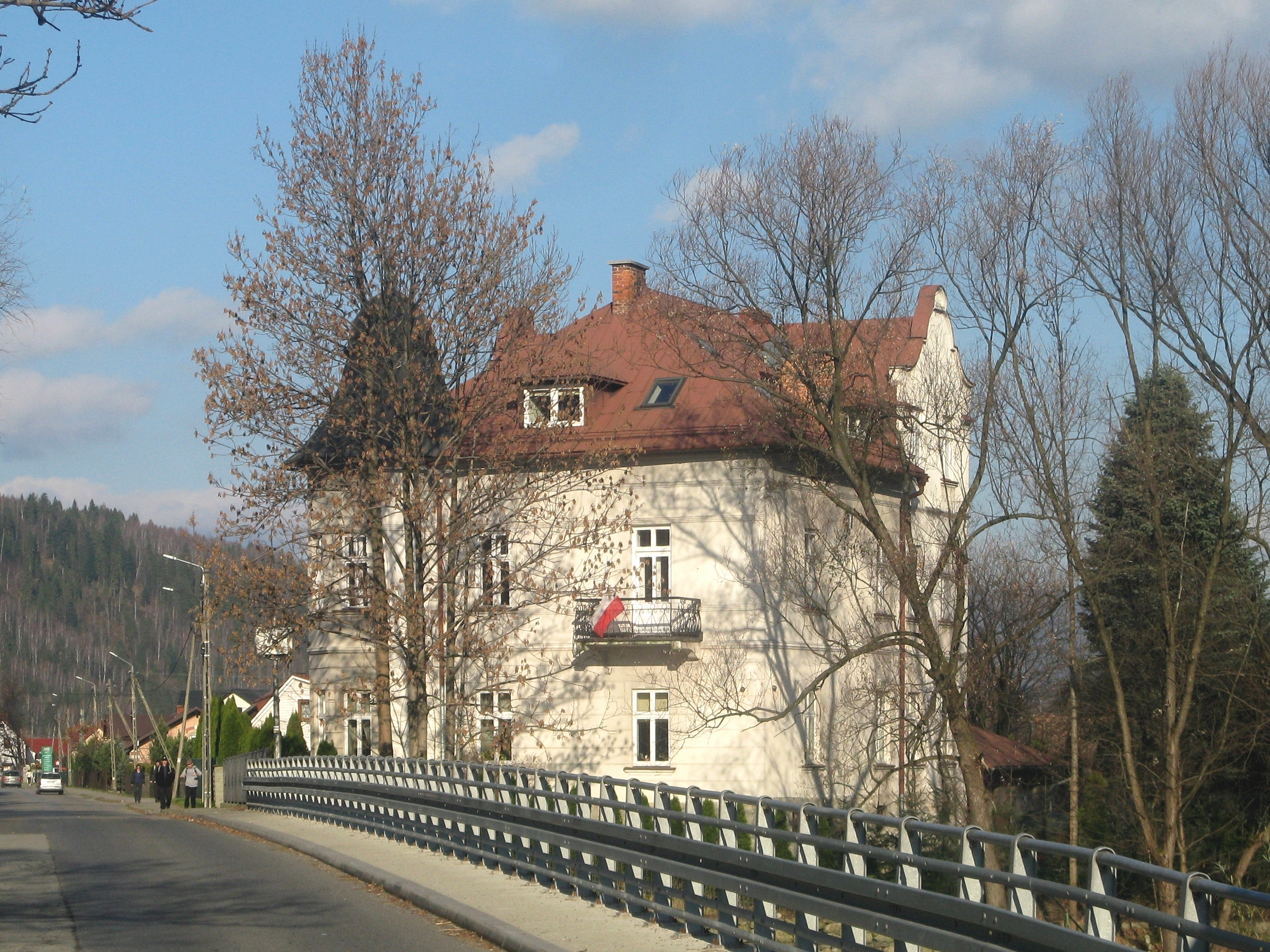
Dom pod numerem 227 (2018)
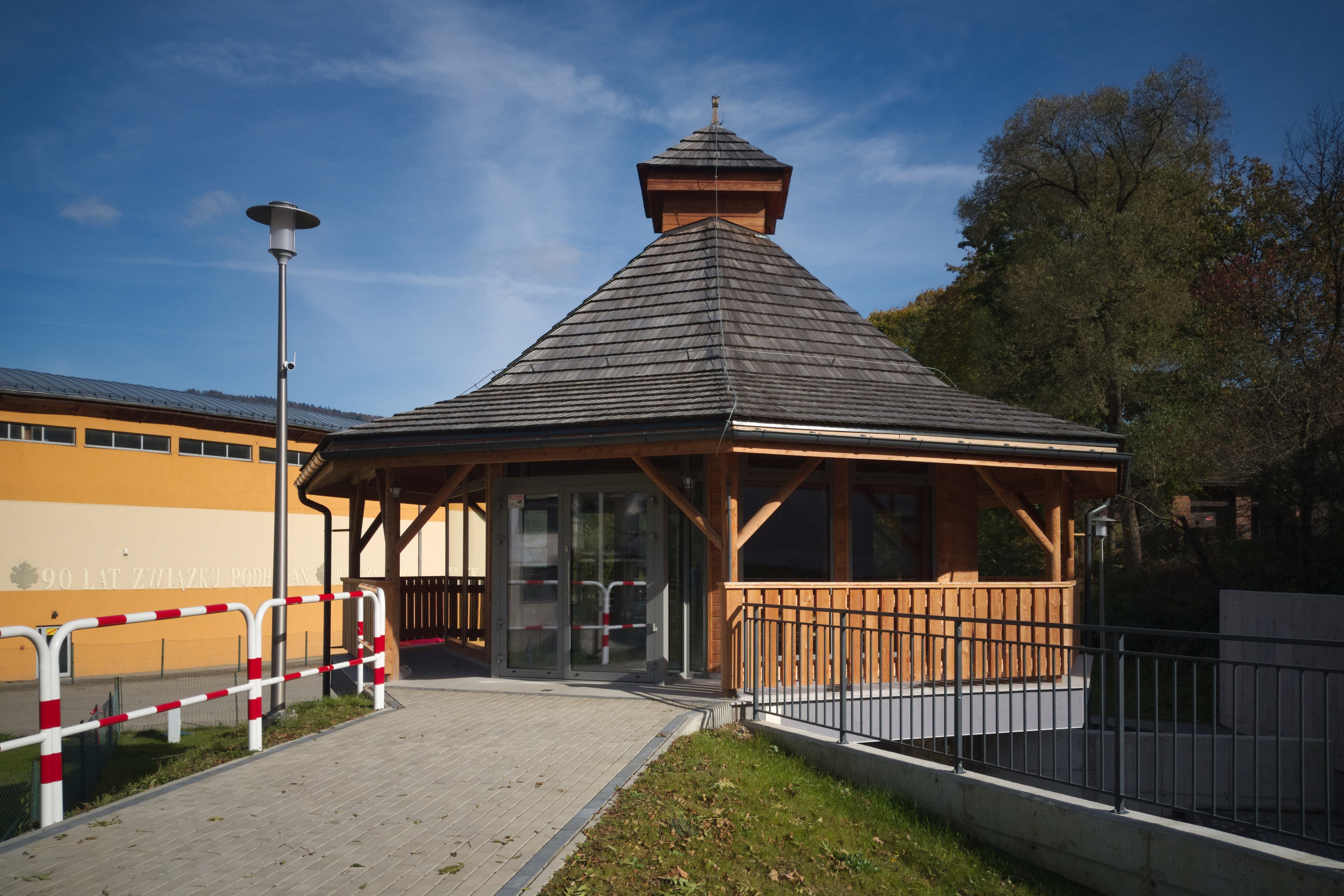
Inhalatorium solankowe (2021)
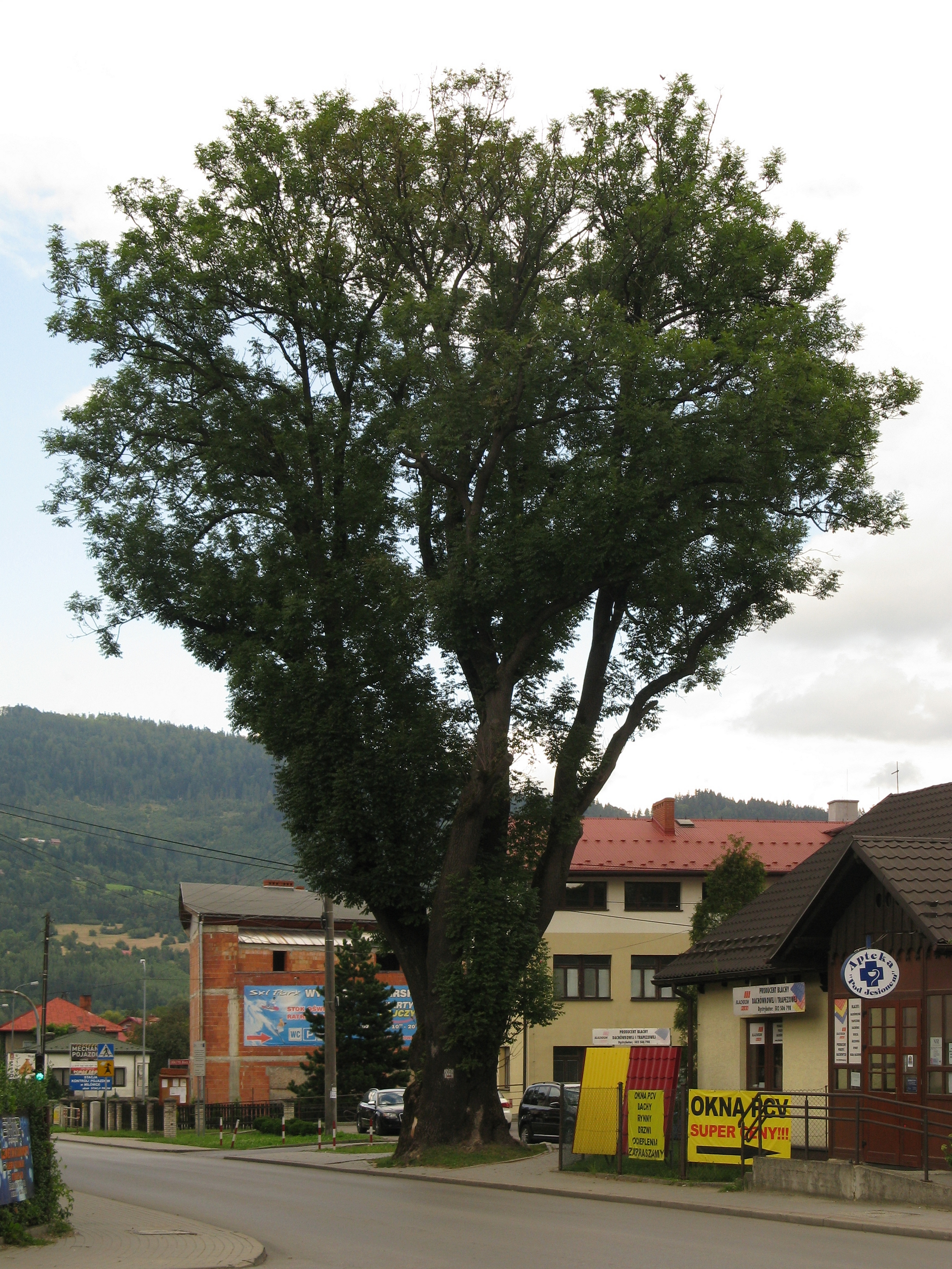
Jesion wyniosły w centrum wsi, pomnik przyrody (2018)